# Liam Gilmore
Liam Gilmore es un personaje ficticio de la serie de televisión británica Hollyoaks, interpretado por el actor James Farrar desde el 6 de agosto de 2012, hasta el 4 de abril de 2013.

## Biografía
Liam llega por primera vez a Hollyoaks en el 2012, inmediatamente después de su llegada logra llamar la atención de Diane O'Connor y Martha Kane cuando va al pub local, Diane se acerca a él y le pregunta si quiere saber direcciones pero Liam le dice que no y que está esperando a alguien. Poco después se encuentra con Jen Gilmore y se revela que es su hermano.
Más tarde Liam descubre que su hermana está en una relación con Tilly Evans, una de sus estudiantes. Liam intenta coquetear con Carmel McQueen pero cuando ve que tiene una cicatriz en su cara se sorprende y hace que Carmel se sienta mal. Poco después de la llegada de Maxine Miniver, la hermana de Mitzeee Miniver está le tira "accidentalmente" unos tragos a Liam para que este se quite la camisa.